# ضعف لغوي خاص
يتم تشخيص  الضعف اللغوي الخاص  (بالإنجليزية: Specific language impairment) عندما لا تنمو لغة الطفل بصورةٍ طبيعيةٍ ولا يمكن إرجاع مثل تلك الصعاب في النمو اللغوي حينئذٍ إلى النمو البطيء (التخلف العقلي) (mental retardation)، التشوه الجسدي لجهاز النطق، اضطراب التوحد، التلف الدماغي المكتسب أو فقدان السمع.

## نظرة عامة
يمكن تشخيص الضعف اللغوي الخاص عندما يتأخر الطفل أو يحدث له اضطراب في النمو اللغوي لسبب غير معلوم. وغالباً ما يكون المؤشر الأول للضعف اللغوي الخاص متمثلاً في، يكون الطفل متأخراً عن المعتاد في بدء الكلام أو متأخراً في وضع الكلمات معاً لتشكيل جملٍ مركبةٍ. وقد تكون اللغة المنطوقة غير ناضجةٍ بصورةٍ كافيةٍ عبر مرحلة الطفولة، حيث تكون المخارج قاصرة فقط على إنتاج الجمل القصيرة والبسيطة. ويتوافق هذا مع الضعف اللغوي  التعبيري  (expressive). حيث كثيراً ما تكون اللغة  المستقبلة  أو الفهم اللغوي عند هؤلاء الأطفال الذين يعانون من الضعف اللغوي الخاص ضعيفاً كذلك، على الرغم من أن ذلك قد لا يكون واضحاً إلا إذا خضع الطفل لتقييم رسمي. كما أنه بيد أن صعوبات استخدام أو فهم الجمل المركبة يعتبر سمةً واضحةً للضعف اللغوي الخاص، فإن المعيار التشخيصي يشتمل على الكثير من المشكلات، وبالنسبة لبعض الأطفال، فإن سماتٍ أخرى للغة تعتبر مصدراً لإثارة المشكلات (انظر بالأسفل). وعموماً، يتم قصر استخدام مصطلح الضعف اللغوي الخاص على هؤلاء الأطفال الذين يواجهون صعوباتٍ لغويةٍ في سن المدرسة، ومن ثم لا يمكن استخدامه مع الأطفال الصغار المتأخرى ن في بدء الكلام، والذين يلتحق الكثير منهم بمجموعة أقرانهم بعد بدايةٍ متأخرةٍ.

## التشخيص
يُعَرَّف الضعف اللغوي الخاص بصورةٍ خاصلةٍ في ضوء المصطلحات السلوكية على أنه: لا يوجد اختبار بيولوجي للضعف اللغوي الخاص، إلا أنه توجد ثلاثة نقاطٍ نحتاجها لتشخيص الضعف اللغوي الخاص تتمثل في: 
- الطفل يعاني من صعوبات لغوية تتداخل مع الحياة اليومية أو التقدم الأكاديمي.
- استبعاد الأسباب الأخرى: لا يمكن تفسير المشكلات في ضوء مفردات ومصطلحات الفقد السماعي، تأخر النمو العام، التوحد، الصعوبات الفيزيائية في التحدث.
- أداء اختبار لغوي مقنن (انظر التقييم، في الأسفل) يكون غالياً أدنى المستوى العمري.

و هنا نلاحظ وجود تنوع كبير في كيفية تنفيذ المعيار الأخير. حيث اقترح تومبين وآخرون  (1996) معيار EpiSLI، والقائم على خمسة سجلات مكونة تمثل الأداء في ثلاث نطاقات لغوية مختلفة (متمثلةً في المفردات اللغوية، القواعد النحوية، والسرد) بالإضافة إلى طريقتين (الفهم والإنتاج). ويتم تشخيص هؤلاء الأطفال الذين يسجلون نتائجاً أقل من 10% على إثنين أو أكثر من السجلات المكونة على أنهم يعانوا من اضطراب لغوي.

## الدلالة الاصطلاحية
يُستخدم مصطلح اضطرابات اللغة عند الأطفال أو اضطرابات الأطفال اللغوية بصورةٍ واسعةٍ ومربكةٍ، نتيجة الكثير وسمات المتداخلة والتي ليس بالضرورة لها أن تحمل نفس المعاني المتطابقة. إلا أننا نلاحظ أن هذا الارتباك والغموض في المعني يعكس وبصورة جزئية عدم التيقن من حدود الضعف اللغوي الخاص، ووجود أنماط فرعية عدة. هذا ومن الناحية التاريخية، فإن مصطلحات كـ «خلل كلامي نمائي» أو «فقد القدرة النمائية على الكلام أو الحبسة الكلامية النمائية» تم استخدامها لوصف الأطفال ذوي الخلفية العيادية المرضية للضعف اللغوي الخاص. إلا أنه على الرغم من ذلك، فقد تم وقف استخدام مثل تلك المصطلحات بصورةٍ عريضةٍ، حيث أنها تفترض توازياً مع «حبسة» البالغين المكتسبة. إلا أن هذا يعتبر مضللاً، حيث أن الضعف اللغوي الخاص لا يسببه التلف الدماغي. ففي الدوائر والأوساط الطبية، فإنه غالباً ما تُستخدم مصطلحات مثل  الاضطراب اللغوي النمائي الخاص ، إلا أن مثل ذلك المصطلح يعاني من قصور كثرة كلماته، بالإضافة إلى أنه تم رفضه من قبل بعض الأفراد الذين يعتقدون أن الضعف اللغوي الخاص لا يجب اعتباره «اضطراب». ففي النظام التعليمي البريطاني، فإن مصطلح « الكلام، احتياجات اللغة والإتصال » يمكن استخدامه كمصطلحٍ اختياريٍ، إلا أنه أوسع بصورةٍ كبيرةٍ من مصطلح الضعف اللغوي الخاص، حيث أنه يتضمن الأطفال الذين يُعانون من صعوبات كلامية ولغوية التي ترجع إلى الكثير من الأسباب.

## الأنواع الفرعية
على الرغم من أن غالبية الخبراء يتفقون أن الأطفال الذين يعانون من الضعف اللغوي الخاص متنوعون تماماً، إلا أنه يوجد هناك اتفاق قائم حول أفضل سبيلٍ لتقسيمهم إلى فئاتٍ فرعيةٍ. حيث لا يتواجد هناك نظام مقبولٌ للتصنيف على قطاع عريض. ففي عام 1983، اقترح كلٌ من رابين وآلان  تصنيفاً لاضطرابات اللغة النمائية قائماً على السمات اللغوية للضعف اللغوي، والذي قامت رابين لاحقاً  بتحديثه (نظام التصنيف). ولنلاحظ أن رابين كانت طفلةً عصابيةً، حيث أنها أشارت إلى أنواعٍ فرعيةٍ مختلفةٍ على أنها «أعراضٌ»؛ والتي يأتي العديد منهم من منظور أن التربية أو علاج الكلام- اللغة يرفضان هذا النوع من الوسم الطبي، ويتناقشون حول ما إن لم يكن هناك خط واضح وفاصل فيما بين الضعف اللغوي الخاص والتنوع العادي. وكذلك، فإنه على الرغم من أن غالبية الخبراء قد يتفقون أن الأطفال ذوي سمات أنواع رابين الفرعية يمكن تشخيصهم، إلا أنه تتواجد هناك العديد من الحالات الأقل سهولة في تصنيفها، بالإضافة إلى أنه يوجد هناك كذلك دليل يشير إلى أن التصنيف يمكن أن يتغير بمرور الزمن. وتقع تصنيفات رابين الفرعية في ثلاثة فئاتٍ عريضةٍ:-

### اضطراب اللغة النمائية المستقبلة/ التعبيرية
متلازمة عجز اللغة التقبلية/ التعبيرية الصوتية/ النحوية  تعتبر أشهر صور الضعف اللغوي الخاص، والتي فيها تعتبر أوضح مشاكل الطفل متمثلة في الإتجاه للكلام في صورة جملٍ قصيرةٍ بسيطةٍ، مع حذف بعض سمات القواعد النحوية، والتي منها إضافة صيغة الماضي للفعل. لتطلع على ليونارد  (1998) لمزيدٍ من التفاصيل حول مجموعة العجز النحوي في حالات الضعف اللغوي الخاص، والتي منها وصف تعلم الأطفال لغاتٍ أخرى غير اللغة الإنجليزية. كما أنه من الشائع أيضاً أن نشهد إنتاج لغةٍ منطوقةٍ مبسطة عندما يكون الطفل صغيراً. فعلى سبيل المثال، يمكن تقليل مقاطع السواكن، ومن ثم "فإن كلمةً كـ "string" يتم نطقها كـ "ting". كما أن المفردات اللغوية التي يكتسبها الفرد غالباً ما تكون محدودة، حيث يظهر إتجاه لاستخدام المصطلحات "عمومية الاستخدام"، بدلاً من الكلمات الخاصة محددة المعنى.
أما  الحبسة اللفظية السماعية  فهي تمثل صورةً نادرةً للضعف اللغوي، والذي فيها يظهر الطفل على أنه غير قادر على الإحساس بأصوات الكلام. فهو غالباً ما يحدث على أنه عرضٌ لمتلازمة لانداو كيفنر (بالإنجليزية: Landau–Kleffner syndrome)، والتي فيها لن يكون تشخيص الضعف اللغوي الخاص مناسباً، حيث يكون هناك أصلٌ عصبيٌ معروفٌ للصعوبات اللغوية.

### متلازمات الاضطرابات اللغوية النمائية التعبيرية
الخلل الأدائي النمائي اللفظي . يعاني الأطفال ذوي الخلل الأدائي اللنمائي اللفظي من اعتدال فهمهم؛ إلا أن مخرج الكلام عنهم يتسم بالتأخر والقصور الحاد على مجرد الإنتاج الضعيف للأصوات المنطوقة وكذلك مخارج جملٍ قصيرةٍ. فإنتاج الكلام الضعيف لا يمكن أن يتم تفسيره في ضوء التلف العصبي أو البنائي لأعضاء جهاز النطق. حيث لا يوجد هناك توافق كبير حول المعيار التشخيصي، إلا أن الوسم هذا غالباً ما يُستخدم مع هؤلاء الأطفال الذين ينخفض مستوى وضوحهم عندما يحاولون نطق التركيبات المعقدة، وذلك مقارنةً بقدرتهم تلك عندما يقومون بنطق الأصوات أو المقاطع المفردة. وسمةٌ أخرى جوهرية تتمثل في عدم إتساق نطق أصوات الكلام من مناسبةٍ لأخرى. فعلى الرغم من أن مصطلح «خلل أدائي» 'dyspraxia' يفترض إضراباً خالصاً لمخارج الكلام، إلا أن العديد- إن لم يكن الكل- من هؤلاء الأطفال يعاني من صعوبة في أداء المهام التي تتضمن إدارة عقلية لأصوات الكلام، مثل مهام الوعي الصوتي. هذا ويعاني الأطفال ذوي الخلل الأدائي اللفظي من مشكلات ثقافة رئيسية، بالإضافة إلى أن مستويات اللغة المستقبلة قد تكون فقيرة وضعيفة على اختبارات المفردات أو القواعد النحوية.
 متلازمة عجز البرمجة الصوتية . حيث يتحدث الطفل كلماتٍ أو جملٍ مطولةٍ ولكنها غير واضحة، منتجاً بعض الكلمات الغريبة مثل على سبيل المثال باللغة الإنجليزية (jargon). وبعيداً عن مجموعة رابين، فلم يُكتب الكثير حول هذا النمط الفرعي، والذي لا يمكن تحديده عموماً ضمن أُطر العمل التشخيصية.

### اضطرابات معالجة الأوامر العليا
اضطراب العجز المعجمي (الخاص بالمفردات اللغوية). حيث يعاني الطفل هنا من مشكلات العثور على الكلمة بالإضفة إلى صعوبةٍ في وضع الأفكار التي تدور في ذهنه في صورة كلماتٍ. هذا ويوجد هناك فهم ضعيف للكلام المتصل. ومرةً أخرى، لا تواجد هناك سوى مجموعةٍ صغيرةٍ من الأبحاث حول ذلك النوع الفرعي غير المحدد بصورةٍ عريضةٍ.
اضطراب العجز الدلالي- الواقعي. يتحدث الطفل بلغةٍ فصيحةٍ جيدة التشكيل واضحة المخارج؛ إلا أن محتوى اللغة غريب؛ حيث قد يتعدى الفهم الحرفي للجمل؛ ومن ثم فاستخدام اللغة غريب؛ كما قد يثرثر الطفل بلا انقطاع، كما أنه يكون ضعيفاً في تولى دوره في تبادل المحادثات والحفاظ على سياق محور الموضوع الرئيسي للمحادثة. وقد ظهر جدل كبير حول تلك الفئة، والتي يُطلق عليها في المملكة البريطانية الضعف اللغوي النفعي الواقعي. كما تمحور الجدال القائم حول التساؤل عما إذا كان نمطاً أو فئةً فرعيةً من أنواع الضعف اللغوي الخاص، كجزء من سلسلة التوحد، أم أنه حالةٌ خاصةٌ ..

## العلاقة مع الاضطرابات العصبية النمائية الأخرى
على الرغم من أن الكتب النصية ترسيم حدوداً واضحةً فيما بين الاضطرابات العصبية النمائية المختلفة، إلا أنه يوجد جدال قالئم حول التداخلات فيما بينهم. فالعديد من الأطفال ذوي الضعف اللغوي الخاص يواجهون معيار تشخيصي للعسر القرائي النمائي ، في حين يعاني آخرون من أعراض توحدٍ.

## الانتشار
قدرت الدراسات المسحية الوبائية، في كلٍ من الولايات المتحدة الأمريكية  وكندا ، شيوع انتشار الضعف اللغوي الخاص فيما بين الأطفال ذوي عمل الخمس سنوات بنحو 7%. على الرغم من ذلك، فلم تتبنى أي دراسة معايير «التناقض» الصارمة لدورية الدليل التشخيصي الإحصائي للإضرابات العقلية أو المراجعة العاشرة للتصنيف الدولي للأمراض؛ حيث يمكن تشخيص الضعف اللغوي الخاص لو سجل الطفل مستواً أدنى على اختبارات اللغة المقننة، إلا أنه في الوقت ذاته لا يعاني من معامل ذكاء (آي كيو) غير لفظي بمقدار 80 أو أعلى أو حتى أي معيار استبعادي آخر.

## المسار النمائي والمنتجات
تشير الدراسات المطولة إلى أن المشكلات في سن الخامسة يتم حلها بنسبةٍ أكبرٍ تُقدر بـ 40% عن هؤلاء الأطفال في سن الرابعة من أعمارهم والذين يعانون من مشكلات الضعف اللغوي الخاص. على الرغم من ذلك، فبالنسبة للأطفال الذين ما زالوا يعانون من صعوباتٍ لغويةٍ واضحةٍ عند دخولهم المدارس، فإن المستويات المنخفضة ما زالت شائعة فيما بينهم، حتى بالنسبة لهؤلاء اللأأطفال الذين يحصلون على مساعدةٍ المتخصصين ، فإن مستويات التحصيل الدراسي غالباً ما تكون منخفضة كذلك. هذا وكثيراً ما تكمون النتائج ضعيفة في الحالات التي يتأثر فيها الفهم واللغة التعبيرية للطفل.
و نلاحظ أن الضعف اللغوي الخاص يصاحبه معدلات مرتفعة للاضطراب النفسي. فعلى سبيل المثال وجد كلٌ من كونتي رامزدن وبوتينغ  (2004) أن نسبة 64% من عينةٍ من الأطفال في سن إحد عشر عاماً ويعانون من الضعف اللغوي الخاص سجلوا معدلاً أعلى من نقطة البدء العيادية الاكلينيكية على استبيانٍ للصعوبات النفسية، وأن 36% تقريباً متخوفون بانتظام، وذلك مقارنةً بنسبة 12% من عينة الأطفال المقارنين. وعلى المدى الطويل، وجدت الدراسات التي تم إجراؤها على النتائج التي يحصدها الكبار لمرحلة الطفولة، في حالة المعاناة من ضعفٍ لغويٍ خاصٍ، معدلاتٍ مرتفعةٍ للبطالة، العزلة الاجتماعية والاضطرابات النفسية. على الرغم من ذلك، ركزت غالبية الدراسات على الأطفال ذوي المشكلات الحادة، حيث يتأثر كلٌ من الفهم واللغة التعبيرية بمثل تلك الاضطرابات. كما أثبتت الدراسات تحسناً في النتائج عند هؤلاء الأطفال الذين يعانون من صعوباتٍ أبسط ولا يتطلبون إشرافاً تربوياً خاصاً.

## المخاطر الوراثية والبيئية
أصبح من المقبول الآن أن الضعف اللغوي الخاص يعتبر حالياً اضطراباً وراثياً. ولعل أفضل دليل على ذلك يتمثل في دراسات التوائم. فالتوئمين ينموان معاً يصبحان عرضةً لنفس ظروف البيئة المنزلية، مما يساعد على اختلاف الكثيرون تحررياً في مهاراتهم اللغوية. ومن ثم، فمثل تلك النتائج المختلفة، على الرغم من ذلك، يمكن ملاحظتها على أنها غالباً ظاهرة في التوائم غير المتماثلة، والذين يتسمان باختلافاتهما في الخصائص الوراثية. أما التوائم المتماثلة فيشتركان في نفس الجينات (المورثات) ويميلان معاً وكثيراً إلى أن يكونا متماثلان كذلك في القدرة اللغوية. إلا أنه يوجد هناك بعض الاختلاف والتنوع في حدة وثبات الضعف اللغوي الخاص فيما بين التوائم المتماثلة، مما يشير إلى أن العوائمل البيئية تؤثر على مسار الاضطراب، إلا أنه من غير المعتاد أن نجد طفلاً يعاني من ضعف لغوي خاص وله توئماً مماثلاً يتمتع بمهارات لغوية عادية. كما أن التحول في جينٍ واحدٍ غالباً ما لا يكون وحده السبب في الضعف اللغوي الخاص. ولنا أن نلاحظ أن الأدلة الحالية تفترض وجود العديد من الجينات المختلفة التي تؤثر على تعلم اللغة، وأن الضعف اللغوي الخاص يحدث عندما يرث الطفل تركيبةً معينةً خاصةً ومحددةً من عوامل الخطورة، قد يكون لكلٍ منها تأثيرٌ صغيرٌ فقط. هذا وقد وُجِدت مجموعةٌ من العوامل غير الوراثية والتي لها تأثيرٌ انتقائيٌ على نمو اللغة عند الأطفال. فالأطفال متأخروا الولادة في الأسر الكبيرة يعتبرون عرضةً لمخاطرةٍ أكثرٍ من هؤلاء المولودون حديثاً.

## نظريات عشوائية
ركزت العديد من الدراسات جهودها على محاولة تحديد الأسباب الكامنة وراء صعوبة تعلم اللغة عند الكثير من الأطفال. إلا أن النظريات انشقت فيما بينها إلى أن بعضها يعزو تلك الصعاب إلى مشكلةٍ منخفضة المستوى لها صلة بالمعالجة الصوتية المؤقتة ، في حين يقترح بعضها الآخر وجود عجزٍ في نظام اللغة المخصص. في حين تؤكد بعض الدراسات الأخرى على وجود عجزٍ في السمات الخاصة للذاكرة  أو عملية التعلم  نفسها. إلا أنه قد يكون من الصعب الاختيار بين النظريات بسبب عدم اقتراحها في أغلب الأحيان تنبؤاتٍ حاسمةٍ متميزةٍ، بالإضافة إلى أن هناك عدم تجانس واضح فيما بين الأطفال الذين يعانون من ضعف لغويٍ خصٍ. هذا وقد تم اقتراح أن الضعف اللغوي الخاص قد ينشأ عندما تجتمع أكثر من صورةٍ للعجز.

## عوامل مرتبطة
و لنا أن نلاحظ أن الذكور هم الأكثر تأثراً بالضعف اللغوي الخاص عن أٌرانهم من الإناث. ففي العينات الاكلينيكية، تكون نسبة ـاثير الجنس بين الذكور إلى الإناث ما يعادل ثلاثة أضعافٍ أو 4:1 لصالح الذكور. إلا أن سبب هذا الارتباط غير معوفٍ لنا: حيث لا توجد صلة ارتباط للجينات بكروموسومات الجنس. وغالباً ما يعاني الأطفال ذوي الضعف ال لغوي الخاص من مهارات حركية ضعيفة. كما أن عمليات مسح الدماغ الفاحص لا تكشف دائماً عن أي صورٍ واضحةٍ للشذوذ فيما بين الأطفال الذين يعانون من الضعف اللغوي الخاص، على الرغم من أن المقارنات الكمية وجدت فروقاً في حجم المخ أو كمياتٍ نسبيةٍ من موادٍ بيضاءٍ أو رماديةٍ في بعض المناطق الخاصة. وفي بعض الحالات، توجد هناك تلافيف مخية غير معتادة وغريبة. إلا أنه وحتى وقتنا هذا، فلم يوجد أي توقيع عصبي متوافق للضعف اللغوي الخاص. كما أن الاختلافات المتواجدة فيما بين أدمغة هؤلاء الأطفال ذوي الضعف اللغوي الخاص والأطفال الأسوياء نمائياً غير واضحة وقد تتداخل مع النماذج الشاذة المتواجدة في الاضطرابات النمائية العصبية الأخرى.

## التقييم
من أجل معاملةٍ شاملةٍ لتقييم الضعف اللغوي الخاص انظر بول  (2006). حيث غالباً ما يشتمل التقييم على مقابلةٍ مع راعي الطفل أو مربيه، ملاحظة الطفل في بيئةٍ غير مركبةٍ طبيعيةٍ، اختبار سمعي، واختبارات لغوية وقدرات غير لفظية مقننة. هذا ويوجد هناك عددٌ كبيرٌ من التقييمات اللغوية في مجال اللغة الإنجليزية، بعضها قاصر فقط على استخدام محترفي الكلام واللغة (المعالجين، أو أطباء اللغة المنطوقة). ومن أشهر بطاريات تشخيص الضعف اللغوي الخاص التقييمية «أصول التقويم السريري للغة» (بالإنجليزية: Clinical Evaluation of Language Fundamentals). كما أن التقييم الذي قد يقوم به أبٌ ما أو مدرسٌ للطفل قد يكون له أهميته في تحديد الأطفال الذين قد يتطلبون المزيد من التقويم العميق. كما أن اختبار المسح الصوتي والنحوي (بالإنجليزية: Grammar and Phonology Screening) يعتبر وسيلةً سريعةً (لمدة عشرة دقائق) وبسيطة ودقيقة تم تنميته وتقنينه في المملكة البريطانية. حيث أنه يناسب هؤلاء الأطفال الذين تتراوح أعمارهم بين ثلاث سنوات وأربعة أشهر وست سنواتٍ وثمانية أشهر، كما أن المتخصصين المحترفون لهم القدرة على تطبيق مثل تلك الاختبارات بالإضافة إلى غير المتخصصين  على السواء (و من بيهم الآباء) كذلك، هذا وتعتبر بطاقة ملاحظة إتاصل الأطفال هي أيضاً أحد تلك المقاييس  والتي تعتبر استبياناً للآباء يتناسب مع تحديد صعوبات اللغة عند الأطفال ممن هم في سن المدرسة.

## التدخل (المعالجة)
و غالباً نا يقوم بالمعالجات معالجوا واختصاصيوا التخاطب واللغة، والذين يستخدمون ويطبقون عدداً كبيراً من الأساليب لاثارة تعلم اللغة. وفي الماضي، كان هناك غموضٌ في تدريب الأطفال على التمارين النحوية المختلفة، استخدام المحاكاة وطرق الاستنباط، إلا أن مثل تلك السبل تم التوقف عن استخدامها عندما أصبح من الجلي والواضح أن هناك تعميم على مواقف الأفراد جميعهم. إلا أن المداخل الحديثة لزيادة نمو البناء اللغوي عند الأطفال هي الأقرب حالياً إلى تبني العمل بطرق «الوسط»، والتي يتدخل فيها العلاج بالحلقات الطبيعية للاتصال، كما أن المعالجون يبنون على مخارج الأطفال، بدلاً من إملاء ما يتم التحدث عنه.

## منظمات مهتمة بالضعف اللغوي الخاص
توجد في المملكة البريطانية مؤسستان خيريتان ذات اهتمام وتركيز خاص على الضعف اللغوي عند الأطفال. وهما منظمة أفاريسك  (Afasic) ومنظمة آيكان  (ICAN).